# Нестерово (Рязанцевское сельское поселение)
Нестерово — село в Переславском районе Ярославской области при ручье Шутове.
Постоянное население на 1 января 2007 года 14 человек.

## История
По писцовым книгам 1628—29 годов село Нестерово (Телешово) значится за двумя вотчинниками — княгиней Анисьей Урусовой и братьями Полозовыми. По переписным книгам 1678 года село Нестерово значится присёлком к селу Смоленскому, принадлежавшему той же княгине Урусовой.
На половине княгини Урусовой была церковь во имя Преображения Господня, при ней придельная во имя святого Николая Чудотворца.
В 1799 году в Нестерове отмечена деревянная церковь во имя Преображения Господня, построенная сенатором Петром Сергеевичем Свиньиным.
В 1841 году ротмистр Пётр Павлович Свиньин построил каменный храм Преображения Господня с колокольнею. Престол в каменной церкви переименован во имя святого Николая Чудотворца после ремонта в 1868 году в память прежде бывшей Николаевской церкви.
В селе Нестерове была школа грамоты.

## Население
| 1859 | 1905 |
| ---- | ---- |
| 322  | 161  |

| 1859 | 1905 | 1926 | 2007 | 2010 |
| ---- | ---- | ---- | ---- | ---- |
| 322  | ↗469 | ↗482 | ↘14  | ↗26  |